# Bombarda (arma)
La bombarda o llombarda, considerada l'arma de foc portàtil més antiga, era una peça d'artilleria primitiva precursora del canó, amb un pes variable segons l'època de construcció.
Les bombardes es construïen de dovelles i anells de fosa, compostes de canya i recambra postissa, unides al fust amb corda. Eren armes d'ànima molt curta i disparaven projectils de pedra, però aviat l'ànima es va fer més llarga, i a la fi del segle xiv, la munició passa a ser de fosa, i així se'n pot abaixar el calibre.
A final del segle xv apareixen els morters i els canons, d'ànima seguida.
El primer ús en combat documentat a la Corona d'Aragó fou el 1359 durant la Guerra dels Dos Peres en la Batalla naval de Barcelona quan les tropes de Pere el Cerimoniós van disparar una bombarda de les que hi havia muntades sobre les galeres catalanes, fent inútil una de les galeres atacants i destruint-ne els castells i l'arbre.
| «                                                   | ...e la nostra nau desparà una bombarda e ferí en lo castell de la nau de Castella... | » |
| — Cròniques dels reis d'Aragó e comtes de Barcelona |                                                                                       |   |

## Documents
Les referències puntuals i concretes haurien de permetre una millor aproximació al tema de l'article. Una mostra aleatòria, ordenada cronològicament, a continuació.
- 1216.[5]
- 1363.[6]
- 1393.[7]
- 1413. Del setge de Balaguer hi ha algunes descripcions dels canons emprats.[8][9]
- 1440. Bombarda de coure de Barcelona.[10]
  - La referència documenta el terme genèric de "canons"; en el present cas associat a "bombarda".
- 1451. Algunes bombardes d'Alfons el Magnànim.[11]